# HD 223311
HD 223311 är en ensam stjärna belägen i den norra delen av stjärnbilden Vattumannen. Den har en skenbar magnitud av ca 6,08 och är mycket svagt synlig för blotta ögat där ljusföroreningar ej förekommer. Baserat på parallax enligt Gaia Data Release 2 på ca 3,6 mas, beräknas den befinna sig på ett avstånd på ca 910 ljusår (ca 278 parsek) från solen. Den rör sig närmare solen med en heliocentrisk radialhastighet på ca -20 km/s. Stjärnans position nära ekliptikan innebär att den är föremål för ockultationer med månen.

## Egenskaper
HD 223311 är en orange till gul jättestjärna av spektralklass K4 III, som kylts ner och lämnat huvudserien efter att den förbrukat förrådet av väte i dess kärna. Den har en radie som är ca 41 solradier och har ca 496 gånger solens utstrålning av energi från dess fotosfär vid en effektiv temperatur av ca 4 300 K.
HD 223311 är en misstänkt variabel stjärna av okänd typ vars magnitud i det infraröda I-bandet varierar mellan 5,01 och 5,26.